# Monster
För andra betydelser, se Monster (olika betydelser).
Monster, odjur eller vidunder, etc, är generella benämningar för en ytligt skrämmande varelse, vanligen av okänt eller fiktivt ursprung.

## Etymologi
Monster härrör från latin: monstrum, vilket egentligen betyder ”förvarning från gudarna om kommande missöde”, det vill säga ”negativt järtecken eller omen”, en bildning till monere, som betyder ”mana, varna, påminna” (därtill verbet mana). Besläktade ord är bland annat adjektivet monstruös, vilket kan beskriva ”grymhet, ondska eller inhuman styrka”. Monster kan därtill även användas som en jämförelse med betydelsen ”stor och elak.
Odjur (fornsvenska: odiur) är ett sammansatt ord av negationsprefixet o- och djur, alltså ungefär ”falskt djur” eller ”ej djur”, belagt 1520. Det kan likt monster även användas som en form av liknelse med betydelse ”rå och grym”.
Vidunder (fornsvenska: vidhunder) är ett sammansatt ord av prepositionen vid och under (jämför undran, underligt) som tidigare främst betydde ”märkvärdig eller häpnadsväckande händelse eller företeelse”, särskilt dels ”underverk” (jämför besläktade vidundran, ”stark förundran eller häpnad”). Vidunder i betydelsen monster, odjur eller dito är belagt 1624.
Efterledet -under kan här ungefär sägas betyda ”häpnadsväckande skapelse” (jämför ”underverk”), men betydelsen av förledet vid- är något oklart. Propositionens betydelse är historiskt bred men härrör till den rot som bland annat föreligger i latin: vitium (”fel, brist”) och  sanskrit: वि, ví (”ifrån varandra”), möjligen besläktat med vite (”straff”). Jämför böjningen vider, avledningen vidrig samt sammansättningen vedervärdig. För det besläktade ordet vidundran anger Svenska Akademiens ordbok följande betydelser för förledet vid:
- för att beteckna orsak eller anledning eller bevekelsegrund till att något görs eller sker; särskilt såsom partikel i förbindelse med se (se vid)
- för att beteckna föremål; såsom partikel i förbindelser med (eller såsom förled i sammansatt) verb

## Definition
Definitionen av monster har sett ut på olika sätt genom historien och har inte enbart kretsat kring det fiktiva utan har även applicerats på människor som inte följt samhällsnormen på ett eller annat vis. I exempelvis Nordisk Familjebok från 1913 är ord såsom missbildad, missfoster, odjur, omänniska och avskyvärd synonyma med ordet monster.  Ibland använder man ordet monster om någon person för att betona att personen i fråga inte visar hänsyn till andra människor eller varelser.

### Monsterbegreppet i äldre tid
Under Europas tidiga medeltid var monster ofta sammankopplat med religion. Monster kom allt närmare människans vardagliga liv, ofta i skepnad av demoner, spöken och djävulen men även i mindre spirituella former såsom vargar och björnar. I vissa delar av Europa ansågs även muslimer och judar vara monster.  I senare medeltid blev även den kvinnliga kroppen allt mer synonymt med monsterbegreppet, då menstruationen ansågs vara något monstruöst och avskyvärt.
Från ca 1500-talet och framåt i tidigmodern tid gled monsterbegreppet allt längre från bestar och det blev istället synonymt med missfoster. Denna typ av monster blev ofta utställda för allmän beskådan i förnedrande former såsom freakshows. Exempelvis människor av extrem längd, missbildningar, väldig övervikt, dvärgväxt, ovanlig behåring på kropp eller ansikte var intressanta att ställa ut.

### Monsterbegreppet i modern tid
I modern tid har definitionen av monster ändrats igen och kopplas åter till främst bestar, vidunder och demoner. Enligt nationalencyklopedin är monster just vidunder och skrämmande varelser såsom Frankensteins monster.  Begreppet monster appliceras ofta på människor vars beteende fullständigt och på ett avskyvärt sätt avviker från samhällsnormen. Här används begreppet för att framhäva det abnormala beteendet hos dessa individer. Ett välkänt exempel på detta är bland annat fallet med Josef Fritzl som under 24 år höll sin dotter och hennes barn, som han själv var far till, fångna i sin källare.

## Kända fiktiva monster
- Frankensteins monster
- Dracula
- Godzilla
- King Kong

## Monster inom mytologi och folktro
- Bigfoot
- Zombie
- Drakar
- Goliat
- Grendel i Beowulf
- Kraken
- Mokele-mbembe
- Vampyr
- Wendigo
- Sasquatch
- Den vedervärdige Snömannen
- Chupacabra
- Sjöodjur